# Ruská Voľa
Ruská Voľa – wieś (obec) na Słowacji położona w kraju preszowskim, w powiecie Vranov nad Topľou. Pierwsze wzmianki o miejscowości pochodzą z roku 1357.
Według danych z dnia 31 grudnia 2012, wieś zamieszkiwały 82 osoby, w tym 40 kobiet i 42 mężczyzn.
W 2001 roku rozkład populacji względem narodowości i przynależności etnicznej wyglądał następująco:
- Słowacy – 80,65%
- Czesi – 1,08%
- Romowie – 12,9%
- Rusini – 3,23%
- Ukraińcy – 2,15%

Ze względu na wyznawaną religię struktura mieszkańców kształtowała się w 2001 roku następująco:
- Katolicy rzymscy – 29,03%
- Grekokatolicy – 63,44%
- Prawosławni – 4,3%
- Nie podano – 3,23%